# Cybermorph
Cybermorph ist ein Shoot-’em-up-Videospiel, das 1993 als Launchtitel für den Atari Jaguar erschien und jedem Gerät beilag.

## Spielprinzip
In einer weit entfernten Galaxis findet ein Kampf zwischen den letzten Überbleibseln der Menschheit und dem Pernitia-Imperium statt. Als Pilot des morphenden Raumschiffes Transmogriffon (auch Cybermorph T-Griffon) unterstützt der Spieler die Menschen im Kampf gegen die drohenden Vernichtung.
Aufgabe des Spielers ist es, eine Mindestanzahl an „Pods“ auf der Oberfläche der Planeten zu finden. Diese Kapseln enthalten wichtige Daten. Insgesamt gibt es sechs Sektoren mit jeweils acht Planeten. Hat man auf allen Planeten eines Sektors die Pods gesammelt, kommt es zum Kampf mit einem Endgegner, um danach in den nächsten Sektor zu gelangen. Außerdem existiert ein geheimer Bonus-Sektor.
Feindlich gesinnte Raumschiffe und Gebäude können mit Waffengewalt beseitigt werden. Infrastruktur wie Brücken können ebenfalls zerstört werden. In den Leveln sind teilweise auch Waffen und Teleporter zu finden. Ein wichtiges Spielelement ist das Radar, das die Standorte der Pods und der Gegner anzeigt. Ziel des Spiels ist es, neben dem Durchspielen aller Level, einen möglichst hohen Highscore zu erreichen.
Die Steuerung wird mittels eines mitgelieferten Overlays für das Keypad erleichtert. Die Tasten lassen sich teilweise frei belegen.

## Entwicklung
Das Spiel war ursprünglich als einer von drei Starttiteln für das nicht herausgekommene System Atari Panther geplant.

## Rezeption
Insgesamt erhielt der Titel gemischte Kritiken, von eher mittelmäßig bis zu guten Wertungen:
- Mega Fun 2/94: 85 % (Grafik 81 %, Sound 68 %)
- Video Games 10/94: 59 % (Grafik 60 %, Sound 40 %)[2]

- ST-Computer 6/94: 80 % (Grafik 70 %, Sound 70 %)[3]

Die M! Games begründet die Wertung von 59 % im Klassik-Test wie folgt:

„Technisch beeindruckes 3-D-Actionspiel, das die Jaguar-Power dezent andeutet: Spielerisch dagegen ohne Highlights.“

Die KI-Begleiterin Skylar begleitet den Spieler während seiner Missionen und gibt gelegentlich Kommentare von sich. Insbesondere der Satz „Where Did You Learn to Fly?“ erlangte auch außerhalb des Spiels einige Bekanntheit. So ist diese in diversen Memes, auf YouTube, in einer Folge des Angry Video Game Nerd und in Comics sowie Facebook zu finden.

## Nachfolger
Der Nachfolger Battlemorph erschien 1995 für die Erweiterung Atari Jaguar CD.